# Brunnenfeldsystem

Brunnenfeldsystem

Das Brunnenfeldsystem (chinesisch 井田制度, Pinyin Jǐngtián zhìdù), abgeleitet von dem chinesischen Schriftzeichen für Brunnen (jǐng 井) war eine Methode im klassischen China, die Felder gemeinschaftlich zu bewirtschaften. Als Beginn einer sozialen Ackerbauwirtschaft bestand es aus der Einteilung des Ackerlandes in je neun Felder, jedes zu hundert Mu (umgerechnet 675,68 Ar). Von diesen Feldern, die in drei Reihen zu je drei Feldern liegen, sind die äußeren acht für das Volk, das zentrale Feld in der Mitte für die Regierung bestimmt. Dieses Konzept wurde von dem Philosophen Menzius vertreten: Ein Quadrat (jing 經) besteht aus 900 Mu 畝. Acht Familien besitzen je 100 Mu und bebauen gemeinsam das öffentliche Feld.